# Cynoglossus lida
Cynoglossus lida es una especie de pez de la familia Cynoglossidae en el orden de los Pleuronectiformes.

## Distribución geográfica
desde las  costas del África Oriental, Pakistán y India hasta Malasia y Filipinas.